# Xã Clay, Quận Howard, Indiana
Xã Clay (tiếng Anh: Clay Township) là một xã thuộc quận Howard, tiểu bang Indiana, Hoa Kỳ. Năm 2010, dân số của xã này là 3.885 người.